# Poznań Kobylepole Wąskotorowy
Poznań Kobylepole Wąskotorowy – nieczynna stacja na zlikwidowanej linii kolejowej Poznań Kobylepole Wąskotorowy - Środa Wielkopolska Miasto.
Na stacji znajdował się dworzec osobowy kolei wąskotorowej wraz z zapleczem w postaci lokomotywowni i warsztatów, oraz przystanek kolei normalnotorowej umożliwiający pasażerom kontynuowanie podróży w kierunku Poznania.
8 sierpnia 1990 roku stacja została wpisana do rejestru zabytków jako zespół stacji kolejowej Kobylepole (d. Średzkiej Kolei Powiatowej)  nr rej.: A-318 z 8.08.1990.